# Classe Barroso
A Classe Barroso refere-se a três classes de navios da Marinha do Brasil.

## Classe Barroso (1895)
A Classe Barroso foi uma classe de cruzadores da Marinha do Brasil. Seus navios eram: Cruzador Barroso, Cruzador Amazonas e Cruzador Almirante Abreu.

## Classe Barroso (1936)
A Classe Barroso foi uma classe de cruzadores da Marinha do Brasil. Seus navios eram: C Barroso (C-11) e C Tamandaré (C-12).

## Classe Barroso (2002)

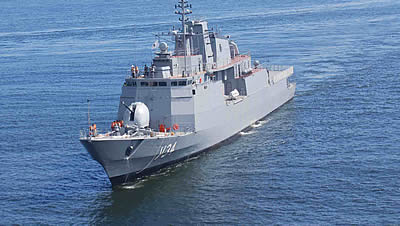
Cv Barroso (V-34) - Primeiro teste de máquinas
Baia da Guanabara - abril de 2008

A Classe Barroso é uma nova classe de corvetas da Marinha do Brasil.
Baseada na Classe Inhaúma, o primeiro exemplar, designado como V-34. O casco foi lançado ao mar em 2002 e entrou  em serviço a partir de 2008. Atualmente encontra-se em missão da ONU, no Líbano.

### Projeto
Basicamente, além da atualização do sistema de armas e eletrônica embarcada, as modificações desenvolvidas no país tem por objetivo sanar problemas com o projeto original das corvetas. Para melhorar as qualidades marinheiras do projeto das Inhaúma que tem problema de estabilidade e diminuir o embarque de água em mar bravio, a proa foi remodelada como é visualmente perceptível, sendo maior e mais alta, também tendo recebido "bochechas" como na Classe Niterói. O convôo foi estendido para facilitar as operações com helicópteros. O navio possui linhas mais suaves de modo a diminuir a reflexão de radar e aumentar a furtividade da embarcação.

### Características

#### Dimensões
- Deslocamento (toneladas): 1.785-padrão / 2.350-plena carga
- Dimensões (metros): 103,4 x 11,4 x 5,3
- Tripulação: 160
- Construtores: Arsenal de Marinha do Rio de Janeiro

### Desempenho
- Velocidade máxima (nós): 29
- Propulsão: CODOG - Turbina a gás ou motor a Diesel - 2 motores a Diesel MTU Friedrichshafen (16V 1163 TB83) para velocidades de cruzeiro ou 1 Turbina a Gás para alta velocidade General Electric (LM2500)
- Raio de Ação (km): 7.200 a 14 nós

### Sistemas de armas e eletrônica
- Armamento:
  - Sistema de lançamento MM40L para 4 x EXOCET MM-40 Block II ou MM-40 Block III
  - 2 lançadores de torpedos anti-submarinos Mk.32(3) - 6 x Alliant Techsystems MK-46 mod.5
  - 1 canhão de 4,5 polegadas (114,3mm) L55 Mk 8 com alcance de 22 km.
  - 1 canhão BAE Systems Bofors Trinity Mk 3 40mm com alça optrônica EOS-400 e com alcance de 10 km.
- Radares
  - Diretor de tiro: SELEX Sistemi RTN-30X com alcance de 39 km
  - Navegação: RACAL-DECCA TM-1226C com alcance de 27 km
  - Pesquisa aérea: SELEX Sistemi RAN 20S com alcance de 117 km
- Sonar: EDO Corp. 997(F) - Pesquisa ativa/ataque
- Sistema: Sistema de Controle Tático, Comando e Controle SICONTA Mk III do IPqM .
- Guerra Eletrônica: Jammer CME ET/SLQ-2 integrado ao MAGE B1BW e ao SLDM (Sistema de Lançamento de Despistadores de Mísseis)chaff, ou flare antiIR e torpedo, todos desenvolvidos pelo IPqM .
- Helicóptero: 1 AH-11A Westland Lynx ou 1 UH-12/13 Helibrás Esquilo

## Lista de navios
- Cv Barroso (V-34)